# Cardiopelta
Cardiopelta is een geslacht van uitgestorven zee-egels uit de familie Collyritidae.

## Soorten
- Cardiopelta capistrata (Goldfuss, 1829) †